# The Last One (Những người bạn)
"The Last One", tên gọi khác là "The One Where They Say Goodbye", là tập phim cuối cùng của loạt phim hài kịch tình huống truyền hình Những người bạn. Tập phim gồm 2 phần, mỗi phần lần lượt là tập phim thứ 17 và 18 của mùa thứ 10 của loạt phim. Kịch bản viết bởi David Crane và Marta Kauffman, đạo diễn và sản xuất bởi Kevin S. Bright. Đã có 52,5 triệu khán giả xem tập phim này trong lần công chiếu đầu tiên trên kênh NBC Mỹ ngày 6 tháng 5 năm 2004, đưa tập phim trở thành tập phim cuối được xem nhiều thứ 5 trong lịch sử truyền hình Mỹ, tập phim truyền hình được xem nhiều nhất trong thập niên 2000 của truyền hình Mỹ, là chương trình truyền hình được xem nhiều thứ hai tại Mỹ năm đó (sau Super Bowl XXXVIII) và tập phim được xem nhiều thứ hai của toàn bộ loạt phim (chỉ sau "The One After the Superbowl" với 52,92 triệu lượt xem).
Tập phim đã được quay tại Warner Bros. Studios ở Burbank, California; phần 1 quay ngày 16 tháng 1 năm 2004 và phần 2 ngày 23 tháng 1.
Nội dung tập phim cuối gồm một vài cốt truyện đan xen. Ross Geller (David Schwimmer) bày tỏ tình yêu với Rachel Green (Jennifer Aniston) và hai người quyết định nối lại mối quan hệ; Monica Geller (Courteney Cox) và Chandler Bing (Matthew Perry) nhận nuôi một cặp song sinh và chuyển về sống ở vùng ngoại ô. Cảnh phim cuối cùng là cả nhóm bạn rời khỏi căn hộ của Monica và Chandler và đi uống cafe với nhau lần cuối cùng.